# Doreen Allen
Doreen Allen (1879-18 de juny del 1963) fou una sufragista membre de la Unió Social i Política de les Dones (WSPU). A la presó, la van obligar a alimentar-se, per la qual cosa va rebre la Medalla de vaga de fam de la WSPU.

## Biografia
Doreen Allen nasqué a Dartford, Kent, amb el nom d'Edith Doreen, una dels deu fills de Mary Ann Amos (1838–1924) i John James Allchin (1836–1903), un constructor. El 1905 es casà amb Melville Hodsoll Allen (1879–1932), que treballava a la Borsa de Londres i en la Primera Guerra Mundial fou capità del regiment de la Reina Royal West Kent.

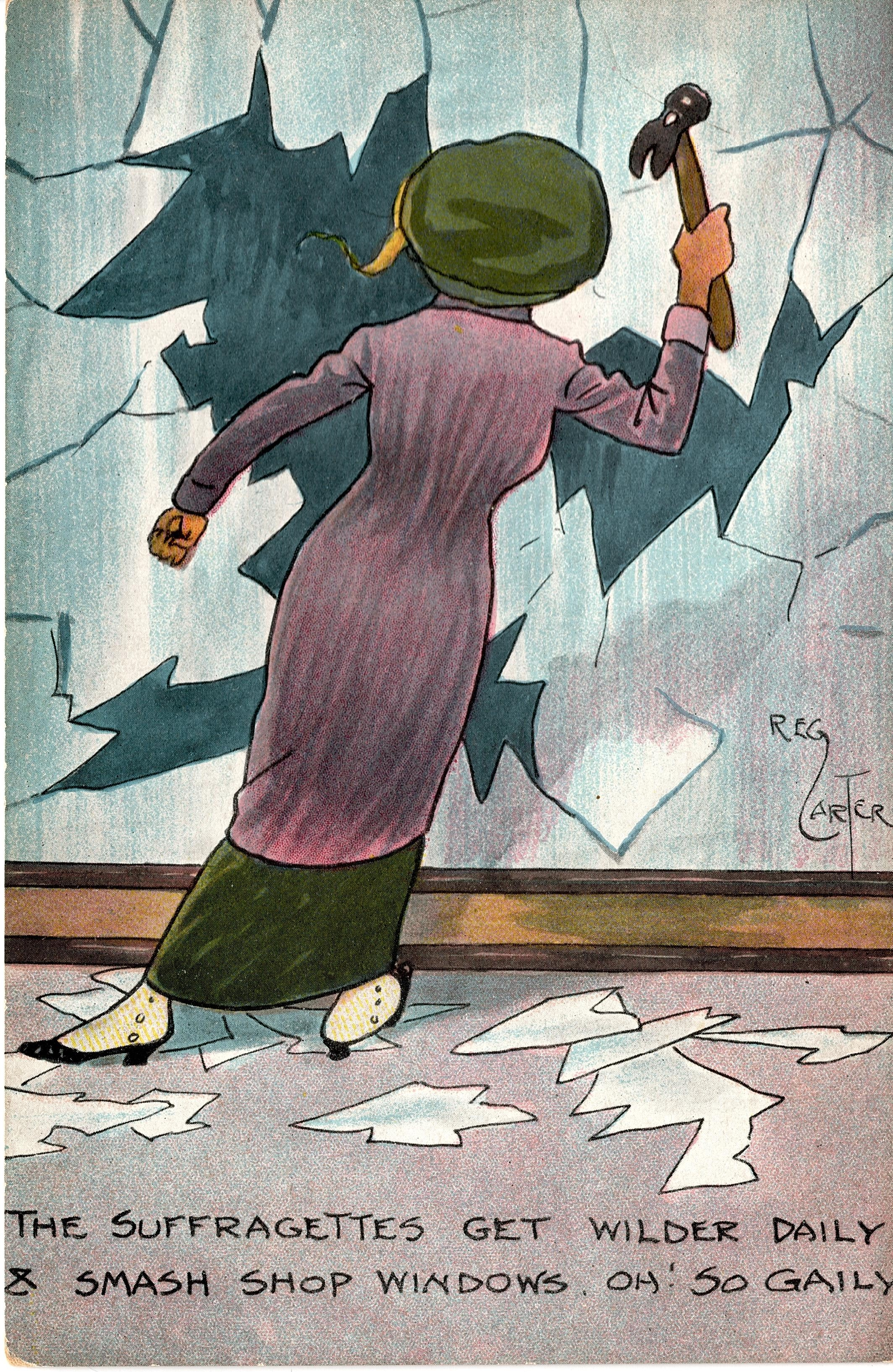
Caricatura d'una sufragista, amb els colors característics del moviment, trencant finestres

Després del seu arrest al març del 1912 en una campanya de trencament de finestres pel sufragi, va comparéixer en el Tribunal de Magistrats de Bow Street el 12 de març de 1912 abans de ser jutjada a Londres el 19 de març de 1912, quan la sentenciaren a quatre mesos de presó a Holloway; hi feu vaga de fam i va ser alimentada per força. Una companya de la presó de Holloway era Mary Ann Aldham i les signatures de les dues apareixen en el mocador Suffragette brodat per Janie Terrero. Per a mantenir la moral a la presó, algunes, com Emmeline Pethick-Lawrence, contaven històries, feien teatre, cantaven, etc. En ser alliberada, va reprendre l'activitat política pel sufragi femení.
Quan la dirigent de la WSPU Emmeline Pankhurst tornà a Gran Bretanya des dels Estats Units a finals del 1913, la rebé a Plymouth un grup de sufragistes que incloïa Doreen Allen. Quan Pankhurst va desembarcar del Majestic, l'arrestaren sota la Llei del Gat i el Ratolí, i l'empresonaren a Exeter.
En els darrers anys, Doreen Allen visqué a Brighton, a Sussex. Va morir al juny del 1963.